# Mychel Thompson
Mychel Thompson (Los Ángeles, California, 1 de junio de 1988) es un exjugador de baloncesto estadounidense que jugó seis temporadas como profesional. Con 1,98 metros de estatura, lo hacía en la posición de alero. Es hijo del que fuera número 1 en el Draft de la NBA de 1978, Mychal Thompson, y hermano del también jugador de baloncesto Klay Thompson.

## Trayectoria deportiva

### Universidad
Jugó durante cuatro temporadas con los Waves de la Universidad de Pepperdine, en las que promedió 11,0 puntos, 4,3 rebotes y 1,6 asistencias por partido. Acabó su carrera en el puesto 14 entre los máximos anotadores históricos de su universidad, con 1.413 puntos, siendo además el cuarto jugador que más veces ha sido titular, con 114.

### Profesional
Tras no ser elegido en el Draft de la NBA de 2011, fichó por los Erie BayHawks, quienes lo eligieron en la tercera ronda del Draft de la NBA D-League. En su debut ante Rio Grande Valley Vipers, consiguió 24 puntos, 8 rebotes y 3 tapones.
Al comienzo de la temporada 2011-12 de la NBA, los Cleveland Cavaliers lo incluyeron en su plantilla, pero solo llegó a disputar 5 partidos, en los que promedió 3,6 puntos y 1,4 asistencias, antes de ser despedido, regresando a los BayHawks.
[actualizar]
El 27 de febrero de 2016, fue adquirido por Santa Cruz Warriors. Siendo readquirido el 11 de noviembre de 2016.
Tras su segunda etapa de año y medio en Santa Cruz (California), y después de una temporada sin jugar, se retiró del baloncesto profesional en 2018.

## Estadísticas de su carrera en la NBA

### Temporada regular
| Año     | Equipo    | PJ | PT | MPP  | %TC  | %3P  | %TL  | RPP | APP | ROB | TPP | PPP |
| ------- | --------- | -- | -- | ---- | ---- | ---- | ---- | --- | --- | --- | --- | --- |
| 2011–12 | Cleveland | 5  | 3  | 19.0 | .292 | .364 | .000 | 1.0 | 1.4 | .4  | 0.2 | 3.6 |
| Total   | Total     | 5  | 3  | 19.0 | .292 | .364 | .000 | 1.0 | 1.4 | .4  | 0.2 | 3.6 |